# قضيتنا المشتركة
قضيتنا المشتركة (بالفرنسية: Notre Cause Commune)‏ هو حزب سياسي في بنين بقيادة ديدييه داهونتو.

## التاريخ
أسس ألبرت تيفودجري الحزب بعد طرده من التجمع الوطني للديمقراطية لإعلانه قبل الأوان ترشيحه للانتخابات الرئاسية في مارس 1991.  حصل على دعم من الكاثوليك،  وفاز بستة من 64 مقعدًا في الانتخابات البرلمانية في فبراير 1991. في الانتخابات الرئاسية، احتل تيفودجري المركز الثالث بنسبة 14٪ من الأصوات.
تم تقليص حصة الحزب إلى ثلاثة مقاعد في انتخابات عام 1995، حيث مثل تيفودجري وسومانو أرونا ودينيس أدانكلونون الحزب في الجمعية الوطنية.  وانقسم الحزب عام 1997 عندما طرد تيفودجري وأسس الحزب الوطني «معا». حل فرانسوا تانكبينو محل تيفودجري كزعيم للحزب. بعد ذلك خسر جميع المقاعد الثلاثة في انتخابات عام 1999. 